# NGC 5244
NGC 5244 (NGC 5219) je spiralna galaktika u zviježđu Centauru. Naknadno je utvrđeno da je NGC 5219 ista galaktika.

## Vanjske poveznice
- (engl.) SEDS: NGC 5244
- (engl.) Revidirani Novi opći katalog
- (engl.) Izvangalaktička baza podataka NASA-e i IPAC-a
- (engl.) Astronomska baza podataka SIMBAD
- (engl.) VizieR